# Santuario di Santa Maria delle Nasche
Il santuario di Santa Maria delle Nasche è un luogo di culto cattolico situato nel quartiere delle Nasche, in via Nasche, nel comune di Genova nella città metropolitana di Genova. La chiesa è sede della parrocchia omonima del vicariato di San Martino-Valle Sturla dell'arcidiocesi di Genova.

## Storia

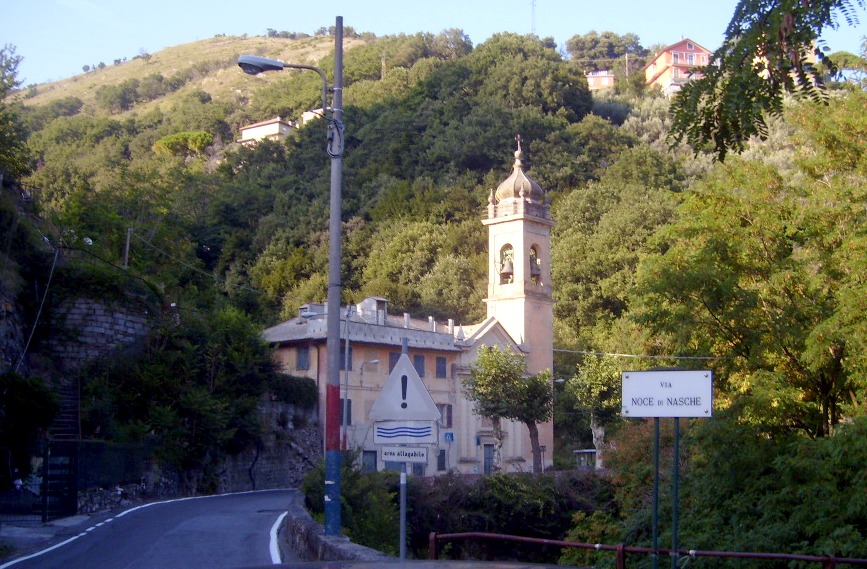
Altra immagine del santuario

Secondo la tradizione attorno al XIV secolo una pastorella muta e molto pia un giorno uscì dalla casa paterna per condurre il gregge al pascolo presso il ruscello di Monte Comune, affluente del torrente Sturla. Giunta al pascolo la fanciulla rimase folgorata da una luce divina che la fece cadere svenuta. Al suo risveglio trovò tra le piante nasche una statuetta raffigurante la Vergine Maria col Bambino in braccio. La pastorella portò l'immagine a casa e la mostrò commossa alla madre, e, avendo miracolosamente riacquistato l'uso della parola, le disse: «Custoditela bene! che non entri alcuno di nascosto e la porti via!». Nei giorni seguenti per tre volte la fanciulla trovò nello stesso luogo la stessa scultura. La notizia fu data agli abitanti del paese dalla ragazza stessa e giunse sino all'attenzione dell'arciprete di Bavari. Gli abitanti, che interpretarono l'accaduto come un segno della volontà divina, decisero quindi di edificare una cappella sul luogo del ritrovamento e iniziarono a venerare la statua attribuendole il titolo di Santa Maria delle Nasche. Inoltre per ricordare il miracoloso ritrovamento fissarono come data della festa anniversaria l'8 settembre, giorno della nascita della Vergine Maria.
Dopo il 1582 a causa dell'esigenza dei fedeli di assistere alle funzioni religiose fu attuata un'opera di ingrandimento della primitiva cappella. Nel 1615 fu nominato un cappellano stabile per svolgere le funzioni religiose ed assunse in seguito la parrocchialità, uscendo dalla giurisdizione dell'arciprete di Bavari.
La chiesa delle Nasche nel suo aspetto attuale in stile barocco è opera della seconda metà del XVII secolo. Fu eretta a navata unica con cielo a botte. Le pitture sono opera del novecentesco Giovanni Battista Ghigliotti. La chiesa fu oggetto di restauri nel corso del XX secolo.